# Haemoproteus prognei
Haemoproteus prognei é um protozoário hemoparasita de aves pertencente ao género Haemoproteus.